# Róise Mhic Ghrianna
Róise Mhic Ghrianna (13 mars 1879 - 6 avril 1964) est une chanteuse et conteuse traditionnelle irlandaise,. 

## Enfance et famille
Róise Mhic Ghrianna est née Róise Ní Cholla à Seascann an Róinn, près de Dungloe dans le comté de Donegal le 13 mars 1879. Elle est l'une des cinq enfants de Tomas Ó Colla, agriculteur, et de sa femme, Maighréad. Le père de Maighréad était Seán Hiúdaí Mac an Bhaird, un musicien réputé. Le père de Mhic Ghrianna meurt alors qu'elle est âgée de quatre ans. Sa mère épouse Antain Ó Gallchóir deux ans plus tard, et la famille déménage chez lui à Aran Mór. Antain Ó Gallchóir est boucher et également connu comme le dernier grand conteur de l'île. L'île est de langue irlandaise, mais la scolarité s'y fait en anglais à Scoil na Leidhbe Gairbhe. À partir de 9 ans, Mhic Ghrianna passe chaque printemps à Inis na gCaorach, à récolter du varech et à faire le ménage. Après avoir quitté l'école, elle travaille à Lagán, à Gleann Mornáin, dans le comté de Tyrone et plus tard sur les rives du Lough Swilly pendant trois ans tous ensemble. Après cela, elle voyage entre l'Irlande et l'Écosse pour cueillir des pommes de terre.
Elle épouse Séamas Mac Grianna, un habitant d'Aran Mór qu'elle connait depuis son enfance, lorsqu'elle a 29 ans. De son père, le couple reçoit la moitié de sa ferme, environ trois acres sur laquelle ils construisent un petit chalet. Mhic Ghrianna vit dans cette maison jusqu'à sa mort. Son mari travaille en Écosse chaque année de mai à décembre. Pendant ce temps, Mhic Ghrianna garde une petite ferme, avec un âne et une vache. À partir de 1934, son mari collecte le dole, faisant des nasses et des paniers pour un revenu supplémentaire. 

## Chant et contes
Mhic Ghrianna reçoit la visite du révérend Cosslett Ó Cuinn en 1940, alors qu'il a transcrit certaines de ses histoires et chansons. Cette reconnaissance lui donne une certaine confiance en tant que chanteuse traditionnelle et seanchaí car jusqu'alors son seul public était son mari.
Padraig Ua Cnáimhsí, le principal de l'école d'Aran Mór, lui rend visite en 1951 quand il transcrit 70 de ses chansons. Il parle à la Commission irlandaise du folklore et à Radio Éireann de Mhic Ghrianna, qui envoie respectivement Seán Ó hEochaidh et Proinsias Ó Conluain. Les enregistrements d'Ó Conluain de 1953 sont diffusés sur Radio Éireann dans une émission sur la vie de Mhic Ghrianna. Séamus Ennis lui a également rendu visite alors qu'il travaille pour la commission du folklore de la BBC dans les années 1950,. 
Mhic Ghrianna meurt le 6 avril 1964. Les enregistrements Ó Conluain de 1953 sont ensuite édités par Cathal Goan. L'œuvre qui en résulte a été publiée sous forme d'album par RTÉ avec un livret d'accompagnement intitulé Róise na nAmhrán: chansons d'une femme de Donegal. L'histoire de vie, Róise Rua, a été publiée en 1983 et écrite par Ua Cnáimhsí. Ce livre remporte un prix à l' Oireachtas na Gaeilge de 1983 à Dublin,. 